# Brent Barry
Brent Robert Barry (* 31. Dezember 1971 in Hempstead, New York) ist ein ehemaliger US-amerikanischer Basketballspieler. Zwischen 1995 und 2009 spielte er in der US-Profiliga NBA, meist auf der Position des Shooting Guards. Er ist einer von vier Söhnen des Hall-of-Famers Rick Barry, die wie ihr Vater professionelle Basketballspieler wurden. Die anderen Söhne sind Scooter Barry, Jon Barry und Drew Barry.
In der NBA spielte er bei den Los Angeles Clippers (1995 bis 1998), Miami Heat (1998), Chicago Bulls (1999), Seattle SuperSonics (1999 bis 2004), San Antonio Spurs (2004 bis 2008) und den Houston Rockets (2008 bis 2009).

## Karriere
Barry war von 1991 bis 1995 Spieler der Oregon State University. Er studierte dort Soziologie. Im Anschluss an die Saison 1994/95, in der er für die Hochschulmannschaft im Durchschnitt 21 Punkte erzielte, 5,9 Rebounds abgriff, 3,9 Korbvorlagen gab und 2,7 Ballgewinne je Begegnung verbuchte, wurde er 1995 von den Denver Nuggets als 15. Pick des NBA-Drafts ausgewählt, aber direkt zusammen mit Rodney Rogers für Antonio McDyess zu den Los Angeles Clippers transferiert. Nach seinem ersten Profijahr in Los Angeles wurde er in das NBA All-Rookie Second Team berufen.
Im Februar 1998 landete Barry im Rahmen eines Spielertauschs bei den Miami Heat. Dort sank seine Einsatzzeit im Vergleich zu seiner ersten NBA-Station. Ende Januar 1999 wurde Barry von den Chicago Bulls unter Vertrag genommen. Mitte April desselben Jahres wurde er an die Seattle SuperSonics abgegeben. In Seattle erreichte Barry in der Saison 2001/02 mit 14,4 Punkten im Schnitt den besten Mittelwert seiner NBA-Laufbahn.
In der Sommerpause 2004 wurde Barry von den San Antonio Spurs verpflichtet. Mit den Texanern gewann er zwei NBA-Meisterschaften (2005 und 2007). Brent und Rick Barry wurden damit erst das zweite Vater-Sohn-Duo, das jeweils einen NBA-Titel als Spieler gewinnen konnte. Die ersten waren Matt Guokas Sr. und dessen Sohn Matt Guokas Jr.
Barry gewann 1996 den Slam Dunk Contest beim NBA All-Star Weekend mit einem an Michael Jordan angelehnten Dunking, bei dem er von der Freiwurflinie absprang und einhändig den Ball in den Korb stopfte.
Brent traf im Laufe seiner NBA-Zeit 40,5 Prozent seiner Dreipunktwürfe sowie erzielte insgesamt 1344 Dreier. Sein NBA-Höchstwert waren 31 Punkte in einem Spiel, diese Punktzahl erreichte er zweimal. Im März 2004 gegen Atlanta und im März 2006 gegen Portland traf Barry jeweils sieben Dreipunktwürfe.

## Sonstiges
Neben einigen Kurzauftritten in Fernsehserien (wie zum Beispiel Diagnose – Mord) hatte Brent Barry 1996 eine kleine Rolle als der fiktive Sportler Calvin Nack im Kinofilm Jerry Maguire.
Barry hat zwei Kinder mit seiner Ehefrau Erin: Quinn (* 2001) and Cade (* 2006).
Im Anschluss an seine Spielerlaufbahn arbeitete Barry als Experte im Rahmen von Fernsehübertragungen von Basketballspielen, 2018 wurde er als stellvertretender Manager Mitglied der Führungsetage der San Antonio Spurs.